# Sauriurae

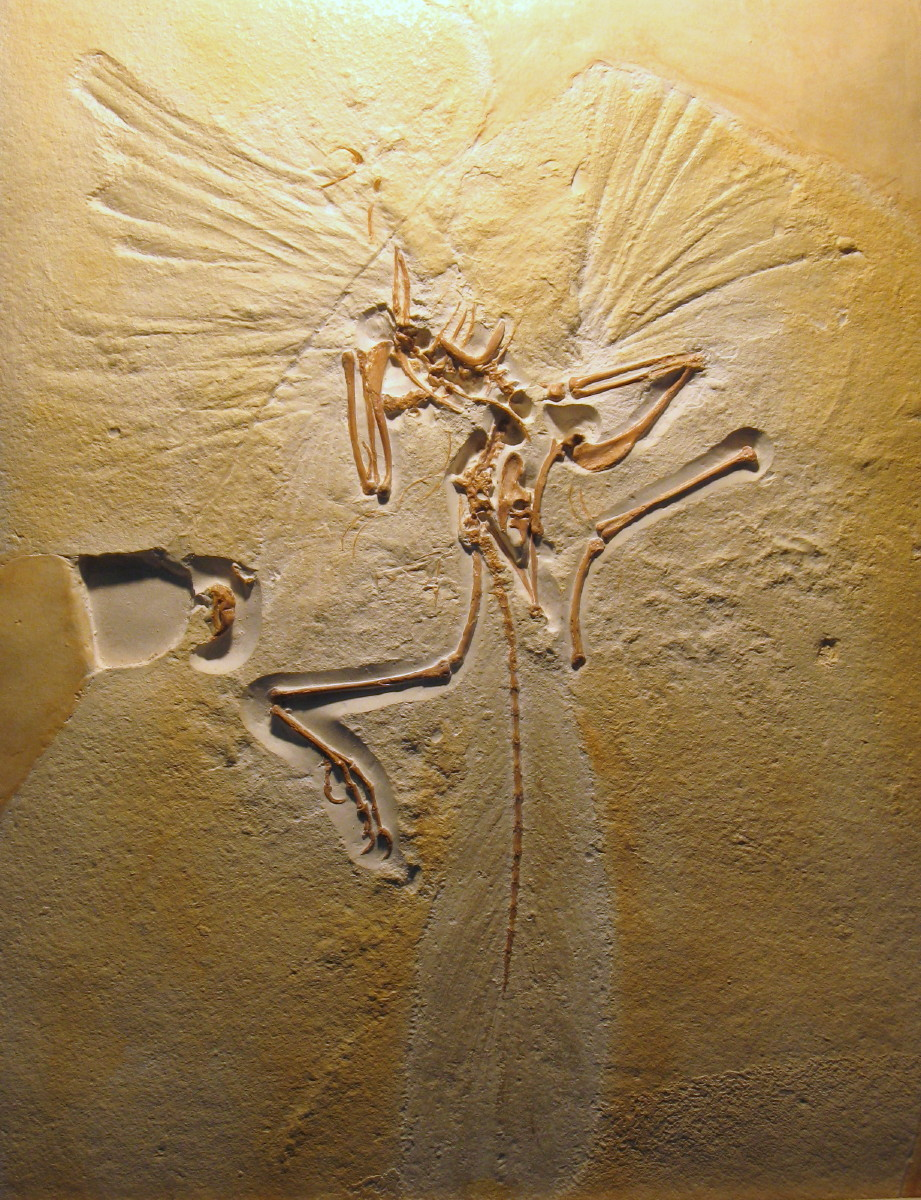
Археоптерікс (літографія, Лондон)

Sauriurae (грецькою мовою означає «ящірковий хвіст») — це підклас птахів, який зараз не підтримується, створений Ернстом Геккелем у 1866 році. Він мав на меті включити археоптерикса та відрізнити його від усіх інших відомих на той час птахів, яких він об’єднав у сестринську групу Ornithurae («пташині хвостики»). Відмінність, яку Геккель згадував у цій назві, полягає в тому, що археоптерикс має довгий хвіст, схожий на рептилію, тоді як усі інші відомі йому птахи мали короткі хвости з кількома хребцями, зрощеними на кінці в пігостиль. Цей підрозділ мало згадувалося, і коли Ганс Фрідріх Ґадов у 1893 році пристосував Archaeornithes для в основному тих самих скам'янілостей, це стало загальною назвою для раннього рептилійноподібного сорту птахів.
Цзі Цян і Ларрі Мартін продовжують називати Sauriurae дійсною природною групою. Однак такі дослідники, як Жак Готьє (2001) і Джулія Кларк (2002) виявили, що скам'янілості, знайдені після Геккеля, подолали розрив між довгохвостими та короткохвостими Avialae. На їхню думку, будь-яке угруповання авіаланів з довгими хвостами повинно виключати деяких їхніх нащадків, що робить Sauriurae парафілетичною й, отже, недійсною групою згідно з поточними системами філогенетичної номенклатури.